# Dikkie Dik en de verdwenen knuffel
Dikkie Dik en de verdwenen knuffel is een Nederlandse animatie- en kinderfilm uit 2024 geregisseerd door Joost van den Bosch en Erik Verkerk. De film is geïnspireerd op de kinderprentenboekenreeks Dikkie Dik van Jet Boeke en ging op 19 juni 2024 in Nederland in première.
In december van hetzelfde jaar werd de vervolgfilm Dikkie Dik 2: Een nieuwe vriend voor Dikkie Dik uitgebracht. 

## Verhaal
De film volgt de rode kater Dikkie Dik die zijn favoriete knuffel Beer plotseling kwijt is geraakt. Dikkie Dik besluit vervolgens samen met zijn vriendin Poes Muis een zoektocht op te zetten. Tijdens deze zoektocht beleven ze verschillende avonturen; zo ontdekken ze nieuwe plekken zoals het strand en het weiland en leren ze nieuwe dieren kennen.

## Verteller
De personages in de film hebben geen eigen stem, de volledige film wordt in de Nederlandse versie verteld door Burny Bos. In de Vlaamse versie vervult Jan Decleir de rol van verteller.

## Achtergrond
De film werd in juli 2022 aangekondigd en werd geregisseerd door Joost van den Bosch en Erik Verkerk. De film werd geproduceerd door door Petra Goedings en Jolande Junte namens productiebedrijf Phanta Animation, en door Burny Bos en Linda Snoep namens productiebedrijf BosBros. Burny Bos verzorgde daarnaast de voice-over en het scenario van de film, dat gebaseerd is op de kinderprentenboekenreeks Dikkie Dik van schrijfster Jet Boeke. De muziek van de film werd gecomponeerd door Mike Boddé, Johan Hoogeboom en Alex Debicki.
Op 12 februari 2024 werden de eerste bewegende beelden van de film gedeeld in de vorm van een trailer. Dikkie Dik en de verdwenen knuffel ging vervolgens op 19 juni 2024 in Nederland in première. Twee maanden later, op 19 augustus 2024, werd de film bekroond met een Gouden Film voor het behalen van 100.000 bioscoopbezoekers.
Voor de Vlaamse versie werd Bos als verteller vervangen door Jan Decleir, deze versie ging op 18 september 2024 in België in première.